# Gorka Luariz
Gorka Patricio Luariz-Ayerdi Rona, más conocido como Gorka Luariz (Zaragoza, 20 de diciembre de 1992), es un futbolista hispano-ecuatoguineano que juega como delantero para el Pasaia Kirol Elkartea de la Tercera Federación. También fue dos veces internacional de la selección de Guinea Ecuatorial en octubre de 2018.

## Trayectoria
Aunque nació en Zaragoza, Gorka Luariz es de padre español y madre ecuatoguineana. Creció entre Sangüesa, Vitoria y San Sebastián. Posee además la nacionalidad de Guinea Ecuatorial por parte de su madre. Hasta los once años estudiaba en Sangüesa y pasaba los fines de semana en Vitoria, fue entonces cuando se trasladó a San Sebastián.
En 2010 se incorporó al juvenil del Athletic Club procedente de la cantera del Antiguoko. Allí, sufrió una grave lesión de rodilla, por lo que fue cedido de cara a la siguiente campaña al filial del Real Unión después de haberse perdido gran parte de la temporada anterior.
En 2012 fichó por el CD Lagun Onak tras finalizar su contrato con el club bilbaíno. En el Lagun Onak realizó una gran temporada marcando 12 goles en 27 partidos, lo que le catapultó a Segunda División B de la mano del CD Laudio en 2013. En el Laudio marcó 3 goles y jugó 21 partidos en su única temporada allí. El 1 de julio de 2014 firmó por el Club Deportivo Tudelano de la Comunidad Foral de Navarra. En el equipo de Tudela apenas tuvo continuidad.
Así pues, se marchó en enero al Arenas de Getxo, que por aquel entonces disputaba la Tercera División. Con el Arenas se sintió un jugador importante y logró el ascenso a Segunda División B. A pesar de todo, en verano dejó el club de Guecho para fichar por la Sociedad Deportiva Gernika Club, equipo que había conseguido el ascenso a Segunda B, también en la temporada anterior. Aquí las lesiones le lastraron, llevándole a jugar 15 partidos y marcar un gol.
En verano de 2016 estuvo entrenando durante un mes con el Pasaia KE para recuperar su mejor forma y llegó a jugar con dicho equipo el primer partido de liga, marcando un gol. Inmediatamente, en agosto, fichó por el Zamudio SD. Con el Zamudio realizó una gran temporada tras jugar 26 partidos y marcar 7 goles. Su primer gol con el Zamudio llegó, el 9 de octubre de 2016, contra el Club Deportivo Artístico Navalcarnero.
Tras el descenso del Zamudio fichó por el Centro Cultural y Deportivo Cerceda, equipo que había ascendido por primera vez a Segunda División B. Luariz dejó su sello en el club gallego tras marcar el primer gol de la historia del Cerceda en la categoría.
En verano de 2018 fichó por la Sociedad Deportiva Leioa, que jugaría la temporada 2018-2019 en Segunda División B por quinto año consecutivo. En julio de 2019 se marchó al Arenas Club, iniciando así una segunda etapa en el club vizcaíno.

## Selección nacional
El 13 de octubre de 2018 debutó con la selección de Guinea Ecuatorial, sustituyendo a Pepín en el minuto 73, en un encuentro de clasificación para la Copa Africana de Naciones ante Madagascar.

## Clubes
| Club                          | País   | Año         |
| ----------------------------- | ------ | ----------- |
| Real Unión de Irún B (cedido) | España | 2011 - 2012 |
| CD Lagun Onak                 | España | 2012 - 2013 |
| CD Laudio                     | España | 2013 - 2014 |
| CD Tudelano                   | España | 2014 - 2015 |
| Arenas Club                   | España | 2015        |
| SD Gernika                    | España | 2015 - 2016 |
| Pasaia KE                     | España | 2016        |
| Zamudio SD                    | España | 2016 - 2017 |
| CCD Cerceda                   | España | 2017 - 2018 |
| SD Leioa                      | España | 2018 - 2019 |
| Arenas Club                   | España | 2019 - 2021 |
| CD Lagun Onak                 | España | 2021        |
| Pasaia Kirol Elkartea         | España | 2022 - Act. |